# ウィリアム・キッサム・ヴァンダービルト

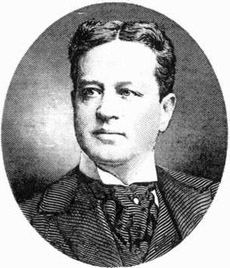
ウィリアム・キッサム・ヴァンダービルト

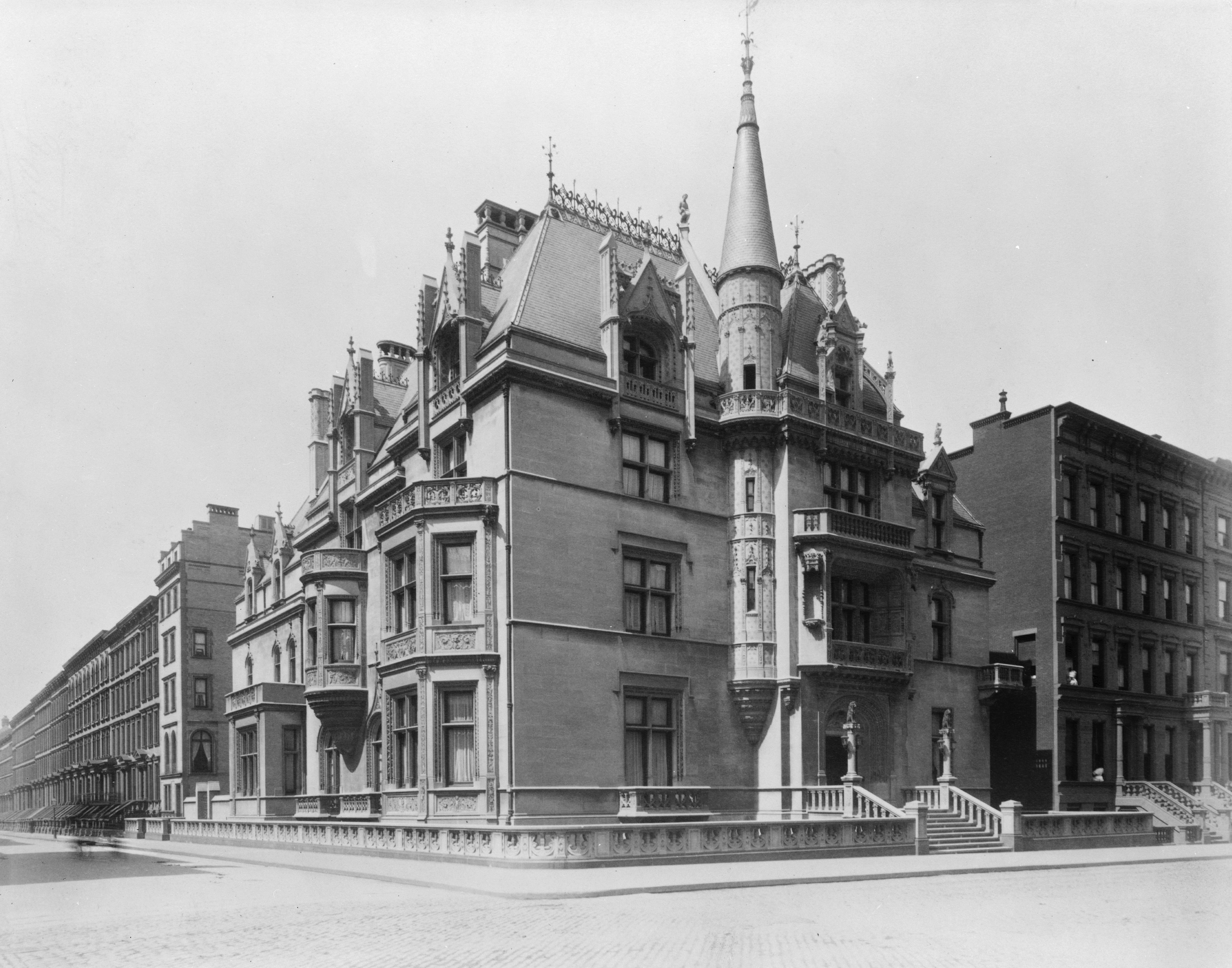
「プチ・シャトー（ "Petit Château" ）と呼ばれた、ニューヨーク5番街660番地に建てられたウィリアム・K・ヴァンダービルト邸

ウィリアム・キッサム・ヴァンダービルト（William Kissam Vanderbilt, 1849年12月12日 - 1920年7月22日）は、アメリカ合衆国の実業家、馬主。同国屈指の富豪ヴァンダービルト家の相続人の1人で、鉄道王コーネリアス・ヴァンダービルトの孫。

## 生涯
ウィリアム・ヘンリー・ヴァンダービルトとその妻のマリア・ルイーザ・キッサム（1821年 - 1896年）の間の次男としてスタテン島のニュードープに生まれた。1885年に父が死ぬと、5500万ドルの遺産を相続した。1899年に兄のコーネリアス・ヴァンダービルト2世が死ぬと、ヴァンダービルト家の事実上の当主と見なされるようになった。また一族が支配するニューヨーク・セントラル鉄道の経営にも関わっていたが、1903年以後は第一線から身を引いた。
1875年4月20日、アラバマ州モービルの小農園主の娘アルヴァ・アースキン・スミス（1853年 - 1933年）と最初の結婚をした。夫妻の間には長女でイギリス貴族の第9代マールバラ公爵に嫁いだコンスエロ・ヴァンダービルト（1877年 - 1964年）、長男のウィリアム・キッサム・ヴァンダービルト2世（1878年 - 1944年）、次男のハロルド・スターリング・ヴァンダービルト（1884年 - 1970年）の3人の子女をもうけた。ウィリアムは1895年にアルヴァと離婚し、アルヴァは翌1896年にユダヤ系銀行家のオリヴァー・ベルモントと再婚した。ウィリアムは1903年に銀行家の娘アン・ハリマン（Anne Harriman）と再婚した。アンとの間に子供は無かった。
1879年に興行師P・T・バーナムからマディソン・スクエア・パークを買い取り、興行会場マディソン・スクエア・ガーデン（Madison Square Garden）としてリニューアルさせている。ウィリアムは1895年にアメリカスカップで優勝したヨット「ディフェンダー（Defender）」号の共同所有者であった。
ウィリアムの邸宅として有名なのは、ニューヨーク5番街660番地の本邸（1883年完成）とロードアイランド州ニューポートの夏の別邸マーブル・ハウス、1892年完成）の2つで、いずれも建築家リチャード・モリス・ハントが設計を担当した。
ウィリアムは馬主、競馬場の経営主としての活動でも知られる。最初の妻アルヴァと離婚後、ウィリアムはフランスのバス＝ノルマンディー地方ドーヴィル郊外に城を建てて移り住み、所領にケスネー牧場を設立して競走馬の飼育を始めた。ウィリアムが牧場で飼育させた多くの競走馬は、クリテリウムドサンクルー、ジャン・リュック・ラガルデール賞、パリ大賞典、フォレ賞、ジョッケクルブ賞、ジャンプラ賞、モルニ賞、ロベールパパン賞、ロワイヤルオーク賞などの大会で優勝を果たした。
1920年にパリで死去した。遺骸はヴァンダービルト家代々が眠るスタテン島のモラヴィア共同墓地（Moravian Cemetery）に葬られた。第2次世界大戦中、アメリカ海軍はリバティ船の1つに「ウィリアム・K・ヴァンダービルト（SS William K. Vanderbilt）」の名前を冠した。